# 메리 윅스
메리 윅스(Mary Wickes, 1910년 6월 13일 ~ 1995년 10월 22일)는 미국의 배우, 성우, 연극 배우, 영화배우, 가수이다.

## 학력
- 워싱턴 대학교 세인트루이스캠퍼스 미술학과 (졸업)
- 워싱턴 대학교 세인트루이스캠퍼스 정치학과 (졸업)

## 방송
- 1959년 CBS 개구쟁이 데니스 - 에스더 캐시카트 역

## 영화
- 노틀담의 꼽추 (1996년)
- 작은 아씨들 (1994년) - 마치 고모 역
- 시스터 액트 2 (1993년) - 메리 라자러스 수녀 역
- 시스터 액트 (1992년) - 메리 라자러스 수녀 역
- 헐리웃 스토리 (1990년)
- 크리스마스 선물 (1986년)
- 내 이름은 펑키 (1984년)
- 터치드 바이 러브 (1980년)
- 설원 특급 (1972년)
- 천사들의 장난 (1966년)
- 디어 하트 (1964년)
- 뮤직 맨 (1962년)
- 더 씬스 오브 레이첼 케이드 (1961년)
- 101마리의 달마시안 개 (1961년)
- 시머론 (1960년)
- 보난자 (1959년)
- 제인에게 무슨 일이 (1959년)
- 개구쟁이 데니스 (1959년)
- 프라우드 레벨 (1958년)
- 조로 (1957년)
- 물 가까이 가지 마라 (1957년)
- 굿모닝 미스 도브 (1955년)
- 화이트 크리스마스 (1954년)
- 여배우 (1953년)
- 바이 더 라이트 오브 더 실버리 문 (1953년)
- 야망의 브로드웨이 (1952년)
- 아윌 씨 유 인 마이 드림스 (1951년)
- 온 문라이트 베이 (1951년)
- 준 브라이드 (1948년) - 로즈메리 맥낼리 역
- 스튜디오 원 (1948년)
- 하이어 앤 하이어 (1943년)
- 만찬에 온 사나이 (1942년)
- 프라이벗 벅카루 (1942년)
- 나우 보이저 (1942년)
- 투 머치 존슨 (1938년)